# AS Saint-Étienne
Association Sportive de Saint-Étienne Loire, (phát âm tiếng Pháp: [asɔsjasjɔ̃ spɔrtɪv də sɛ̃t‿etjɛn lwaʁ]; thường được gọi là AS Saint-Étienne, ASSE hay đơn giản là Saint-Étienne) là một câu lạc bộ bóng đá Pháp có trụ sở tại Saint-Étienne hiện đang chơi tại Ligue 2. Saint-Étienne là câu lạc bộ Pháp thành công thứ hai sau Paris Saint-Germain với 10 lần vô địch Ligue 1, 6 lần vô địch Cúp quốc gia Pháp, 5 lần vô địch Siêu cúp bóng đá Pháp và một lần vào chung kết Cúp C1 Châu Âu . Lần gần nhất ASSE vô địch bóng đá Pháp đã là mùa giải 1980/81.
Saint-Étienne cũng đã từng là đội bóng số một của nước Pháp trong những năm 1970s. Đội đã có một lần đá trận chung kết Cúp C1 và để thua Bayern Munich mùa giải 1975/76.
Saint-Étienne nổi tiếng với biệt danh là Quỷ Xanh, màu áo truyền thống của đội là xanh lá. Sân nhà của đội bóng là Geoffroy-Guichard, hay còn gọi là Địa Ngục Xanh, có sức chứa 41.965 chỗ ngồi.
Đối thủ truyền kiếp của Saint-Étienne là Olympique Lyonnais, có trụ sở gần Lyon. Hằng năm hai đội có những trận Derby vùng Rhône.
Năm 2009 Saint-Étienne đã thành lập thêm đội bóng nữ.

## Lịch sử

### Thời kì đầu
AS Saint-Étienne được thành lập vào năm 1919 bởi các nhân viên của Groupe Casino, là một tập đoàn đa quốc gia của Pháp với lĩnh vực bán lẻ ,dưới cái tên Amicale des employes de la Société des Magasins Casino (ASC) . Câu lạc bộ đã sử dụng màu xanh lá cây làm màu cơ bản do nó là màu biểu trưng cho công ty. Năm 1920, Liên đoàn Bóng đá Pháp (FFF) đã cấm đặt tên doanh nghiệp gắn với tên câu lạc bộ thể thao, vì vậy họ đã bỏ tên "Casino" và đổi tên thành Amical Sporting Club để giữ lại từ viết tắt ASC. Năm 1927, Pierre Guichard đảm nhận vị trí chủ tịch câu lạc bộ và sau khi hợp nhất với câu lạc bộ địa phương Stade Forézien Universitaire, đổi tên thành Hiệp hội thể thao Stéphanoise .
Vào tháng 7 năm 1930, Hội đồng Quốc gia của FFF đã bỏ phiếu 128–20 để ủng hộ tính chuyên nghiệp của bóng đá Pháp. Năm 1933, Stéphanoise chuyển sang hoạt động bóng đá chuyên nghiệp và đổi tên thành AS Saint-Étienne. Câu lạc bộ được đưa vào giải hạng hai và trở thành thành viên đầu tiên của giải đấu sau khi kết thúc ở vị trí á quân. Saint-Étienne tiếp tục ở lại Hạng 2 trong bốn mùa giải nữa trước khi được thăng hạng lên Hạng 1 trong mùa giải 1938–39 dưới sự dẫn dắt của cầu thủ người Anh Teddy Duckworth. Tuy nhiên, đội chỉ thi đấu ở giải hạng nhất trong thời gian ngắn do Chiến tranh thế giới thứ hai bắt đầu..
Saint-Étienne trở lại giải hạng nhất sau chiến tranh dưới thời Ignace Tax, người Pháp gốc Áo và gây bất ngờ khi về nhì trước Lille, đội bóng số một Pháp thời điểm đó, ở mùa giải đầu tiên sau chiến tranh. Câu lạc bộ đã không cải thiện được thành tích đó trong các mùa giải tiếp theo dưới thời Tax và trước mùa giải 1950–51 , Tax bị cho ra đi và được thay thế bởi cựu cầu thủ Saint-Étienne là Jean Snella.

### Thời kì hoàng kim (1956–1981)
Dưới thời Snella, Saint-Étienne trở thành câu lạc bộ Pháp đầu tiên sau khi giành được Coupe Charles Drago vào năm 1955. Hai mùa giải sau , câu lạc bộ đã giành được chức vô địch quốc nội đầu tiên. Được dẫn dắt bởi thủ môn Claude Abbes , hậu vệ Robert Herbin , cũng như các tiền vệ René Ferrier, Kees Rijvers và tiền đạo Georges Peyroche, Saint-Étienne đã giành chức vô địch giải đấu với bốn điểm nhiều hơn Lens. Năm 1958, Saint-Étienne lần thứ hai giành được Coupe Drago. Sau mùa giải tiếp theo, khi câu lạc bộ đứng thứ sáu, Snella rời câu lạc bộ và được thay thế bởi René Vernier. Tại mùa giải đầu tiên của đội dưới thời Vernier, Saint-Étienne đứng thứ 12, thành tích tệ nhất của câu lạc bộ kể từ khi xếp thứ 11 tám mùa trước. Ở mùa giải tiếp theo, François Wicart gia nhập ban huấn luyện. Năm 1961, Roger Rocher trở thành chủ tịch của câu lạc bộ và nhanh chóng trở thành một trong những nhà đầu tư chính. Sau hai mùa giải dưới thời Wicart, Saint-Étienne đã xuống hạng sau khi xếp thứ 17 trong mùa giải 1961–62 . Tuy nhiên, Wicart đã giúp câu lạc bộ vô địch Coupe de France lần đầu tiên vào năm 1962, cùng với người đồng quản lý Henri Guérin khi đội đã đánh bại FC Nancy 1–0 trong trận chung kết . Ông cũng đã giúp câu lạc bộ trở lại giải hạng nhất Pháp sau một mùa giải ở giải hạng hai, nhưng sau mùa giải, Wicart lại bị thay thế bởi Snella, người đã trở lại làm huấn luyện viên sau một thời gian thành công ở Thụy Sĩ với Servette .

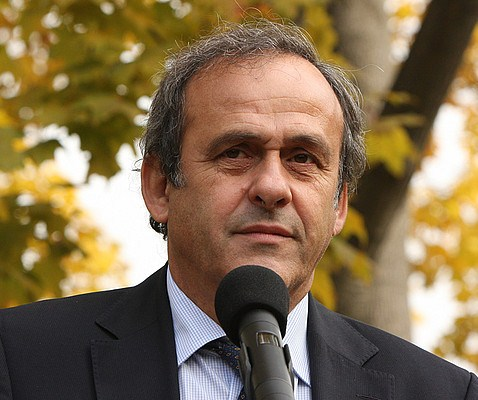
Michel Platini từng thi đấu cho Saint-Étienne.

Trong mùa giải đầu tiên của Snella trở lại , Saint-Étienne đã giành được chức vô địch giải đấu thứ hai và ba mùa giải sau đó , giành chức vô địch thứ ba. Danh hiệu thứ ba và cũng là danh hiệu cuối cùng của Snella với câu lạc bộ với đội hình gồm những tuyển thủ Pháp như Georges Bereta , Bernard Bosquier , Gérard Farison và Hervé Revelli. Sau mùa giải, Snella trở lại Servette và cựu huấn luyện viên của Stade de Reims là Albert Batteux thay thế ông. Trong mùa giải đầu tiên của Batteux năm 1967–68 , Saint-Étienne đã giành được cú đúp sau khi vô địch Ligue 1 và Coupe de France. Trong mùa giải tiếp theo, Batteux đã vô địch giải đấu và trong mùa giải tiếp theo, lại giành được cú đúp. Sự nổi lên nhanh chóng của câu lạc bộ đối với bóng đá Pháp dẫn đến sự kì vọng cao từ chủ sở hữu câu lạc bộ và những người ủng hộ, tuy vậy sau hai mùa giải không có danh hiệu, Batteux bị cho ra đi và được thay thế bởi cựu cầu thủ Saint-Étienne Robert Herbin.
Trong mùa giải đầu tiên Herbin nắm quyền, Saint-Étienne đứng thứ 4 trong giải đấu và lọt vào bán kết Coupe de France. Trong hai mùa giải tiếp theo, câu lạc bộ đã giành được cú đúp, chức vô địch giải đấu thứ bảy và thứ tám trong sự nghiệp và danh hiệu Coupe de France thứ ba và thứ tư. Năm 1976, Saint-Étienne trở thành câu lạc bộ Pháp đầu tiên kể từ Stade de Reims năm 1959 lọt vào trận chung kết Cúp C1 châu Âu . Trong trận đấu diễn ra tại Hampden Park ở Scotland, Saint-Étienne phải đối mặt với câu lạc bộ Đức Bayern Munich , đội đang là đương kim vô địch và được cho là đội mạnh nhất thế giới vào thời điểm đó. Trận đấu diễn ra sôi nổi với việc Saint-Étienne không thể ghi bàn sau nhiều cơ hội của Jacques Santini , Dominique Bathenay và Osvaldo Piazza , trong số những người khác. Tuy nhiên, một bàn thắng duy nhất của Franz Roth cuối cùng đã quyết định kết quả và những người ủng hộ Saint-Étienne đã rời Scotland trong nước mắt, tuy nhiên, không phải không có biệt danh cho các cột ghi bàn là " les poteaux carrés " ("các cột vuông"). Saint-Étienne đã giành được giải thưởng an ủi khi vô địch giải đấu để kết thúc một mùa giải thành công và trong mùa giải tiếp theo, đội đã giành được Coupe de France. Năm 1981, Saint-Étienne, do Michel Platini làm đội trưởng , đã giành chức vô địch giải đấu cuối cùng cho đến nay sau khi vô địch giải đấu lần thứ mười. Sau hai mùa giải phụ trách, Herbin rời câu lạc bộ để chuyển đến Lyon.

## Danh hiệu

### Quốc nội
- Ligue 1
  - Vô địch (10, kỉ lục): 1957, 1964, 1967, 1968, 1969, 1970, 1974, 1975, 1976, 1981
- Ligue 2
  - Vô địch (3): 1963, 1999, 2004
- Coupe de France
  - Vô địch (6): 1962, 1968, 1970, 1974, 1975, 1977
  - Á quân (3): 1960, 1981, 1982
- Trophée des champions
  - Vô địch (5): 1957, 1962, 1967, 1968, 1969
- Coupe Gambardella
  - Vô địch (3): 1963, 1970, 1998
- Coupe Charles Drago
  - Vô địch (2): 1955, 1958

### Đấu trường châu lục
- European Cup/ Cúp C1
  - Á quân (1): 1975/76

## Thống kê

### Kỉ lục cá nhân
| #  | Tên                | Số trận |
| -- | ------------------ | ------- |
| 1  | René Domingo       | 518     |
| 2  | Robert Herbin      | 489     |
| 3  | Loïc Perrin        | 470     |
| 4  | Christian Lopez    | 453     |
| 5  | Gérard Farison     | 412     |
| 6  | Hervé Revelli      | 405     |
| 7  | Jean-Michel Larqué | 403     |
| 8  | Gérard Janvion     | 392     |
| 9  | Jean Castaneda     | 378     |
| 10 | Georges Bereta     | 339     |

| #  | Tên                | Số bàn thắng |
| -- | ------------------ | ------------ |
| 1  | Hervé Revelli      | 304          |
| 2  | Rachid Mekhloufi   | 150          |
| 3  | Salif Keïta        | 143          |
| 4  | Ignace Tax         | 119          |
| 5  | Antoine Rodriguez  | 109          |
| 6  | Eugène N'Jo Léa    | 101          |
| 7  | Robert Herbin      | 99           |
| 8  | Jean-Michel Larqué | 99           |
| 9  | Ivan Bek           | 93           |
| 10 | Michel Platini     | 82           |

### Cúp Châu Âu
Tính tới thời điểm trước năm 2019
| Tên giải đấu          | Số trận | Thắng | Hòa | Thua | Số bàn thắng | Bị thủng lưới |
| --------------------- | ------- | ----- | --- | ---- | ------------ | ------------- |
| UEFA Champions League | 41      | 19    | 7   | 15   | 50           | 44            |
| UEFA Europa League    | 68      | 28    | 22  | 18   | 111          | 73            |
| UEFA Cup Winners' Cup | 6       | 1     | 3   | 5    | 2            | 7             |
| Total                 | 115     | 51    | 32  | 38   | 163          | 124           |

### Đội hình hiện tại
Tính đến ngày 1 tháng 2 năm 2023.
Ghi chú: Quốc kỳ chỉ đội tuyển quốc gia được xác định rõ trong điều lệ tư cách FIFA. Các cầu thủ có thể giữ hơn một quốc tịch ngoài FIFA.
| Số | VT | Quốc gia    | Cầu thủ                                     |
| -- | -- | ----------- | ------------------------------------------- |
| 1  | TM | Pháp        | Matthieu Dreyer                             |
| 3  | HV | Pháp        | Mickaël Nadé                                |
| 4  | HV | Guinée      | Saïdou Sow                                  |
| 5  | HV | Pháp        | Jimmy Giraudon                              |
| 6  | TV | Maroc       | Benjamin Bouchouari                         |
| 7  | TV | Pháp        | Thomas Monconduit                           |
| 8  | HV | Pháp        | Dennis Appiah                               |
| 9  | TĐ | Pháp        | Charles Abi                                 |
| 10 | TĐ | Pháp        | Gaëtan Charbonnier                          |
| 14 | TV | Pháp        | Dylan Chambost                              |
| 15 | TĐ | Pháp        | Lenny Pintor                                |
| 16 | TM | Sénégal     | Boubacar Fall                               |
| 17 | TĐ | Bờ Biển Ngà | Jean-Philippe Krasso                        |
| 18 | TV | Pháp        | Mathieu Cafaro (cho mượn từ Standard Liège) |

| Số | VT | Quốc gia | Cầu thủ                              |
| -- | -- | -------- | ------------------------------------ |
| 19 | HV | Pháp     | Léo Pétrot                           |
| 20 | TV | Pháp     | Kader Bamba (cho mượn từ Nantes)     |
| 21 | HV | Croatia  | Mateo Pavlović (cho mượn từ Rijeka)  |
| 22 | TV | Pháp     | Victor Lobry                         |
| 23 | HV | Pháp     | Anthony Briançon                     |
| 25 | TĐ | Sénégal  | Ibrahima Wadji                       |
| 26 | TV | Pháp     | Lamine Fomba                         |
| 27 | HV | Pháp     | Niels Nkounkou (cho mượn từ Everton) |
| 29 | TV | Pháp     | Aïmen Moueffek                       |
| 30 | TM | Pháp     | Gautier Larsonneur                   |
| 34 | TV | Pháp     | Antoine Gauthier                     |
| 37 | TV | Pháp     | Louis Mouton                         |
| 39 | TĐ | Pháp     | Ayman Aiki                           |
| 42 | TM | Anh      | Etienne Green                        |

## Các huấn luyện viên
| Thời gian | Tên                  |
| --------- | -------------------- |
| 1933      | Albert Locke         |
| 1934      | Harold Rivers        |
| 1934–1935 | William Duckworth    |
| 1936–1937 | Zoltán Vágó          |
| 1936–1940 | William Duckworth    |
| 1940–1943 | Émile Cabannes       |
| 1943–1950 | Igance Tax           |
| 1950–1959 | Jean Snella          |
| 1959–1960 | René Vernier         |
| 1960–1961 | François Wicart      |
| 1961–1962 | Henri Guérin         |
| 1962–1963 | François Wicart      |
| 1963–1967 | Jean Snella          |
| 1967–1972 | Albert Batteux       |
| 1972–1983 | Robert Herbin        |
| 1983      | Guy Briet            |
| 1983–1984 | Jean Djorkaeff       |
| 1984      | Robert Philipe       |
| 1984–1987 | Henryk Kasperczak    |
| 1987–1990 | Robert Herbin        |
| 1990–1992 | Christian Sarramagna |

| Thời gian                   | Tên                           |
| --------------------------- | ----------------------------- |
| 1992–1994                   | Jacques Santini               |
| 1994–1996                   | Élie Baup                     |
| 1996                        | Maxime Bossis                 |
| 1996                        | Dominique Bathenay            |
| 1996–1997                   | Pierre Mankowski              |
| 1997–1998                   | Pierre Repellini              |
| 1998–2000                   | Robert Nouzaret               |
| 2000                        | Gérard Soler                  |
| 2000–2001                   | John Toshack                  |
| 2001                        | Rudi Garcia Jean-Guy Wallemme |
| 2001                        | Alain Michel                  |
| 2001–2004                   | Frédéric Antonetti            |
| 2004–2006                   | Élie Baup                     |
| 2006–2007                   | Ivan Hašek                    |
| 2007–2008                   | Laurent Roussey               |
| 2008–2009                   | Alain Perrin                  |
| 15 tháng 12 năm 2009 – 2017 | Christophe Galtier            |
| 2017                        | Óscar García                  |
| 2017                        | Julien Sablé                  |
| 2017 – 2019                 | Jean-Louis Gasset             |
| 2019                        | Ghislain Printant             |
| 2019 –                      | Claude Puel                   |